# Federação Quirguiz de Voleibol
A Federação Quirguiz de Voleibol  (em inglêsː Kirigistan Volleyball Federation, em russoːФедерация волейбола Кыргызской Республики BKP) é  uma organização fundada em 1991 que governa a pratica de voleibol no Quirguistão, sendo membro da Federação Internacional de Voleibol e da Confederação Asiática de Voleibol, a entidade é responsável por  organizar  os campeonatos nacionais de  voleibol masculino e feminino no país.